# 1470
| [ Edytuj tabelę ]                          | |
| Król Polski                                | - 1447 Kazimierz IV Jagiellończyk 1492 |
| Książę Albanii                             | - 1446 Lekë Dukagjini 1481 |
| Współksiążęta Andory                       | - 1467 Roderic de Borja i Escriva 1472 - 1436 Gaston IV 1472 |
| Król Anglii                                | - 1461 Edward IV 1470 - 1470 Henryk VI 1471 |
| Król Aragonii i Walencji, hrabia Barcelony | - 1458 Jan II Aragoński 1479 |
| Władca Azteków                             | - 1468 Axayacatl 1481 |
| Elektor Brandenburgii                      | - 1440 Fryderyk II Żelazny 1471 |
| Książę Bawarii-Landshut                    | - 1450 Ludwik IX Bogaty 1479 |
| Książę Bawarii-Monachium                   | - 1460 Zygmunt 1501 - 1465 Albert IV Mądry 1503 |
| Książę Burgundii                           | - 1467 Karol Śmiały 1477 |
| Sułtan Brunei                              | - 1433 Sulaiman 1473 |
| Cesarz Chin                                | - 1464 Chenghua 1487 |
| Król Cypru                                 | - 1464 Jakub II 1473 |
| Król Czech                                 | - 1458 Jerzy z Podiebradów 1471 - 1469 Maciej Korwin 1490 |
| Król Danii                                 | - 1448 Chrystian I 1481 |
| Dalajlama                                  | - 1391 Gendun Drup 1474 |
| Władca Egiptu                              | - 1468 Ka'itbaj 1496 |
| Cesarz Etiopii                             | - 1468 Beyde Marjam I 1478 |
| Król Francji                               | - 1461 Ludwik XI 1483 |
| Hrabia Holandii                            | - 1467 Karol Śmiały 1477 |
| Władca Inków                               | - 1438 Pachacutec 1471 |
| Cesarz Japonii                             | - 1464 Go-Tsuchimikado 1500 |
| Kalif                                      | - 1455 Al-Mustandżid 1479 |
| Król Kastylii i Leónu                      | - 1454 Henryk IV 1474 |
| Patriarcha Konstantynopola                 | - 1466 Dionizy I 1471 |
| Władca Korei                               | - 1469 Sŏngjong 1494 |
| Wielki książę litewski                     | - 1440 Kazimierz IV Jagiellończyk 1492 |
| Cesarz Majapahitu                          | - 1466 Suraprabhawa 1474 |
| Książę Mediolanu                           | - 1466 Galeazzo Maria 1476 |
| Senior Monako                              | - 1458 Lambert Grimaldi 1494 |
| Wielki książę moskiewski                   | - 1462 Iwan III Srogi 1505 |
| Król Nawarry                               | - 1441 Jan II Aragoński 1479 |
| Król Norwegii                              | - 1450 Chrystian I 1481 |
| Sułtan Omanu                               | - 1451 Umar ibn al-Chattab 1490 |
| Elektor Palatynatu                         | - 1449 Fryderyk I 1476 |
| Papież                                     | - 1464 Paweł II 1471 |
| Król Portugalii                            | - 1438 Alfons V 1481 |
| Cesarz Rzymski (niemiecki)                 | - 1440 Fryderyk III Habsburg 1493 |
| Kapitanowie Regenci San Marino             | - 1469 Bartolo di Antonio Menetto di Menetto Bonelli 1470 - 1470 Girolamo di Francesco Belluzzi Paolo di Angelo di Ciono 1470 - 1470 Fabrizio di Pier Leone Corbelli Riccio di Andrea 1471 |
| Elektor Saksonii                           | - 1464 Ernest Wettyn 1486 |
| Król Szkocji                               | - 1460 Jakub III 1488 |
| Król Szwecji                               | - 1467 Karol VIII Knutsson Bonde 1470 |
| Król Tajlandii                             | - 1448 Borommatrailokkanat 1488 |
| Sułtan Turków                              | - 1451 Mehmed II Zdobywca 1481 |
| Doża Wenecji                               | - 1468 Mikołaj Tron 1473 |
| Król Węgier                                | - 1458 Maciej Korwin 1490 |
| Cesarz Wietnamu                            | - 1460 Lê Thánh Tông 1497 |
| Wielki mistrz zakonu krzyżackiego          | - 1467 Heinrich Reuss von Plauen 1470 - 1470 Henryk Reffle von Richtenberg 1477 |

Rok 1470 / MCDLXX
stulecia: XIV wiek ~
XV wiek ~
XVI wiek

lata: 1460 «
1465 «
1466 «
1467 «
1468 «
1469 «
1470
» 1471
» 1472
» 1473
» 1474
» 1475
» 1480

## Wydarzenia w Polsce
- 28 października-28 listopada – w Piotrkowie obradował sejm walny[1].
- 20 listopada – na Sejmie w Piotrkowie wielki mistrz krzyżacki Henryk VII Reffle von Richtenberg złożył hołd lenny Kazimierzowi IV Jagiellończykowi.
- Miasto Mielec otrzymało prawa miejskie.

## Wydarzenia na świecie
- 12 marca – Wojna Dwóch Róż: zwycięstwo Yorków w bitwie pod Losecote Field.
- 30 października – Henryk VI powrócił na tron Anglii.
- Podbój królestwa Chimú przez Inków.

## Urodzili się
- 2 października – Izabela Aragońska, księżna Mediolanu, matka Bony Sforzy, królowej Polski (zm. 1524)
- Katarzyna, z dyn. Foix, królowa Nawarry (zm. 1517)

## Zmarli
- 2 stycznia – Henryk VI Reuss von Plauen, wielki mistrz zakonu krzyżackiego w latach 1469–1470
- 5 października – Mateusz Carrieri, włoski dominikanin, błogosławiony katolicki (ur. ?)